# Музеј кнеза Павла
Музеј кнеза Павла постојао је у Новом двору у Београду од 29. марта 1935. до 26. децембра 1944. године.

## Историја
Залагањем кнеза Павла Карађорђевића спајањем Народног музеја (основан 1844. са називом „Народни музеум сербски“, потом „Народни музеј“ најзад „Народни музеј Краљевине Југославије“), који се од 1929. године звао Историјско-уметнички (званично Хисторијско-уметнички) и Музеја савремене уметности (насталог 1929) формиран је 1935. године Музеј кнеза Павла. Био је у својој епохи средишња (матична) уметничка установа, не само музејског типа, већ опште-културне политике коју је Краљевина настојала да оствари, а то је била пре свега идеја интегралног југословенства (троименог народа) - Срба, Хрвата и Словенаца.

### Музеј савремене уметности
Први Музеј савремене уметности основао је кнез Павле Карађорђевић. Отворен је јула месеца 1929. године са намером да се представи модерно европско стваралаштво са којим би се поредила актуелна српска и југословенска ликовна уметност да би се укључила у њене токове и модерни естетички контекст од краја 19. века до најновијег времена. Прва дела која су стигла у новоформирани Музеј били су поклони кнежевих пријатеља из аристократских кругова, рођака, лаичких поштовалаца, европских историчара уметности, попут Бернарда Беренсона и сер Џозефа Дувина, али и самих уметника - Паје Јовановића, Лисјена и Камија Писароа и др. Године 1930, Милан Кашанин је боравио у Паризу где за Музеј на аукцијама, из атељеа уметника и галерија купује дела Вламенка, Утрила, Дифија, Шагала, Модиљанија, Дерена, Вијара, између осталих. Град Амстердам је 1931. поклонио велику колекцију уметности 19. и 20. века међу који су биле и слике Ван Гога и Мондријана. Касније Музеј добија слике Монеа, Короа, Гогена, Писароа и Матиса. До 1933. Музеј је поседовао 443 слике и 58 скулптура, од чега су 224 слике и 5 скулптура биле у власништву самог кнеза Павла.
Неколико месеци пре отварања Музеј је у Уметничком павиљону „Цвијета Зузорић“ фебруара 1929. године приредио изложбу „Савремена британска уметност“ са које су откупљена и нека дела за Музеј. Затим је колекција пренета у Конак кнегиње Љубице где је Музеј био смештен до пресељења у Нови двор. У приземљу су биле постављене Мештровићеве скулптуре купљене 1928. Касније су и делови његовог Видовданског храма били пренети у Музеј савремене уметности.

### Музеј кнеза Павла
Од оснивања Музеј савремене уметности (незванично већ тада називан Музеј кнеза Павла) био је у конфликтном односу са Народним музејом чији се директор, угледни историчар уметности и професор др Владимир Петковић енергично противио оснивању новог музеја како због финансија тако и због музеолошких разлога. Но, снажна иницијатива кнеза Павла одлучно је утицала да се од те две установе 1935. године направи једна - прво под именом Краљевски музеј, а потом Музеј кнеза Павла. Тестаментарном жељом краља Александра, после његовог пресељења у двор на Дедињу, Нови двор у улици Краља Милана 1933. године уступљен је Народном музеју и Музеју савремене уметности који се у то здање, адаптирано за музејске потребе, усељавају крајем 1934. године. Уредбом од марта месеца 1935. године ова два музеја се спајају у једну установу - Краљевски музеј, да би се августа исте године први пут званично појавио назив Музеј кнеза Павла. Но, већ пре тог датума, априла месеца Милан Кашанин је постављен за директора Музеја кнеза Павла. Напокон, 18. јануара 1936. Музеј свечано бива отворен сада са тим новим, коначним називом - Музеј кнеза Павла.
Тада је Музеј имао следећа одељења: Археолошко (које су чиниле Преисторијска и Античка колекција) и Средњовековно, као и нумизматичку збирку, лапидаријум и Галерију са 60 дворана за сталну поставку и повремене изложбе.
За време Другог светског рата Музеј је био отворен за публику, а организован је и течај за стварање музејског подмлатка. Милан Кашанин је уз велике напоре успео да сачува уметничке колекције Музеја кнеза Павла (изузев тридесет три дела који су по разним основама била однети из Музеја). У таквом стању он га је, после ослобођења, предао новим властима.
Музеј кнеза Павла постојао је до децембра 1944. године када је од њега првобитно формиран Уметнички музеј, а потом данашњи Народни музеј у Београду са новим директором Вељком Петровићем. Истовремено је измештен из Новог двора у који су се уселили органи револуционарне власти, а нови музеј је пресељен у некадашњу Државну хипотекарну банку на Тргу Републике у којој се и данас налази.

## Кнез Павле Карађорђевић
Љубитељ уметности и школовани историчар уметности (студирао је на Оксфорду класичне науке, са филозофијом и историјом уметности), кнез Павле Карађорђевић (Санкт Петербург, 15/27. април 1893 — Париз, 14. септембар 1976) имао је јасну визију о разлозима и циљевима оснивања првог Музеја савремене уметности у Краљевини Југославији 1929. године који ће касније постати Музеј са његовим именом.
Страст за колекционирањем уметничких дела, уз личну и државничку потребу да Србију и Југославију уведе у ред просвећених и надасве културних европских држава, усмерила је у једном тренутку кнеза Павла да почне да размишља да од већег дела своје приватне збирке направи једну јавну колекцију доступну домаћој и светској публици. Тада се код њега јавила и идеја о формирању једног музеја. Убрзо је 1929. године то постао Музеј савремене уметности, а потом, 1935. и Музеј који је добио његово име. Ово је заправо чест случај међу европском аристократијом и светским индустријалцима и магнатима који су од својих личних збирки стварали велике музеје, данас надалеко чувене, попут Гугенхајмовог или Музеја модерне уметности у Њујорку (у коме је основ колекција породице Рокфелер) итд. Кнез Павле је у овој намери имао и неколико великих предности. Најпре је и сам био зналац уметности с обзиром да је био историчар уметности по образовању. Затим, имао је широки круг пријатеља и консултаната који су му помагали у колекционирању, на пример, сер Кенет Кларк, Бернард Беренсон, сер Џозеф Дувин итд, истовремено и великих познавалаца уметности, али и вештих трговаца уметнинама. Најзад, у Београду му је десна рука у овој намери био др Милан Кашанин, дугогодишњи поуздани пријатељ, изванредни зналац уметности, напокон и посвећени директор кнежевих музеја - Музеја савремене уметности и Музеја кнеза Павла. Снажни кнежеви филантропски пориви изгледа да су успешно компензовали, делом и супституисали његове тешке обавезе Краљевског намесника, посебно у све драматичнијим унутрашњим и спољнополитичким приликама како се приближавао Други светски рат.
Наслеђивањем, поклонима и аквизицијама кнез Павле је најпре далеко од увида јавности стварао колекцију која је потенцијално постајала једна од најрепрезентативнијих, не само у локалним оквирима. Када је она постала јавна, показало се да су његов укус и његово знање и сами за себе били сасвим довољни да та збирка када је постављена и отворена за јавност привуче пажњу не само неочекивано великог броја домаће и стране лаичке публике, већ и стручних кругова који су схватили да се без неких њених, најрепрезентативнијих радова, не могу правити велике ретроспективне изложбе неких од водећих уметника историјских епоха. Професионална, али и лична сатисфакција њеног аутора, кнеза Павла, тиме је морала бити потпуно задовољена. Независно од политичке улоге коју му је дала историја, кнез Павле Карађорђевић се овим Музејом трајно уписао у културну историју Србије и Европе која је постала једна од најзнаменитијих установа уметности које су стваране током 20. века.
Иако никада није направљен инвентар уметничких дела која су била у власништву кнеза Павла Карађорђевића, из поузданих извора, постојеће документације и накнадних пописа могуће је закључити да се у међуратни Београд долазило и због уметничких дела које је он куповао, набављао на друге начине и поклонио свом народу. Међу њима највећи сјај имају слике које се данас налазе у светској историји уметности (тек неколико да се спомене као илустрација): Пјеро ди Козимо - „Шумски пожар“, Ел Греко - „Лаокон“, Никола Пусен - „Поглед на три монаха/Самоћа“, Иља Рјепин - „Композитор Глинка“, Клод Моне - „Руанска катедрала“, Винсент ван Гог - „Сељанка“, Пол Гоген - „Тахићанка“, Анри де Тулуз-Лотрек - „Женски портрет“, Едгар Дега - „После купања“, Пјер Огист Реноар - „Купачица“, Пјер Бонар - „Мртва природа“, Камиј Писаро - „Трг Француског позоришта“, Анри Матис - „Црвене букве“, Марк Шагал - „Сељак и крава“, Пит Мондријан - „Композиција II“. А само ових неколико насумично изабраних ремек-дела светског сликарства, када би било стално изложено на месту коме су биле намењене - у Новом двору, било би довољно да Београд поврати престиж европске културне престонице.

## Милан Кашанин
Место директора Музеја кнез Павле поверио је историчару уметности др Милану Кашанину (Бели Манастир, 21. фебруар 1895 — Београд, 22. новембар 1981) који је најпре радио као кустос у Музеју савремене уметности (1927 — 1935).
Кашанин је дипломирао Историју уметности на Сорбони у Паризу где је студирао од 1918. до 1923. године, а на београдско Универзитету је докторирао 1928. Писао је приповетке, ликовне и књижевне критике, расправе из историје уметности. Био је покретач и уредник часописа „Уметнички преглед“ који је издавао Музеј кнеза Павла од 1937. до 1941. Пензионисан је 1946. али је враћен у службу као директор Галерије фресака где је радио од 1951 (званично од њеног отварања 1953). до коначног пензионисања 1961. када постаје хонорарни сарадник.
Са будућим директором Музеја (од 1935. до 1944) кнез Павле није био само у пријатељским односима већ су они имали и заједничке погледе на ликовно стваралаштво што је свакако допринело да Музеј добије препознатљиву физиономију и угледну позицију међу институцијама културе свога времена. После адаптације Новог двора за музејске потребе Кашанин је начинио концепцију поставке уметничких дела која је заузела шездесет дворана. Пре тог посла, Кашанин је обишао најзначајније музеје у Бечу, Прагу, Минхену, Берлину и Паризу, а у стручној и модерној реализацији поставке помогла су му и познанства са чувеним европским историчарима уметности, попут Кенета Кларка, Рене Игоа, Анрија Фосијона и др.
Ликовну критику почео је да објављује 1924. године. Поред критике у области ликовних уметности пише и монографске студије, предговоре каталога, текстове о уметницима, о средњовековним споменицима и градовима, осврте на савремене изложбе у земљи и иностранству, приказе часописа и др. у дневним новинама „Правда“, „Политика“ и „Време“ и часописима „Реч и слика“, „Идеје“, „Летопис Матице српске“, „Српски књижевни гласник“ и „Уметнички преглед“. Одмах се прикључио оним критичарима који су у Србију донели модерну европску уметничку мисао која се залагала за нову уметност свог времена.
Од маја 1927. почео је да ради као кустос у Музеју савремене уметности који је требало до добије „чисто уметнички и модеран карактер“. Уметничка дела за Музеј куповао је у Паризу и Лондону, али и на домаћи ревијалним манифестацијама, попут пролећних и јесењих изложби у Уметничком павиљону „Цвијета Зузорић“.
Најзначајније дело му је „Српска књижевност у средњем веку” која је објављена 1975. године, а сабрана дела су му штампана 2002. Написао је и монографију „Музеј кнеза Павла. Модерна уметност“ која је на српском језику изашла 1938. године а на француском 1939. Исте године објавио је такође на француском језику знамениту књигу „Уметност Југославије, од зачетака до данас“. Од књига о ликовним уметностима најзначајније су му „Два века српског сликарства“, (1942), „Уметност и уметници“, (1943), „Савремени београдски уметници“, (1953), „Уметничке критике“, (1968).
Био је југословенски комесар на венецијанским бијеналима 1938. и 1940. године.

## Издавачка делатност
- 1936. каталог Изложба модерног француског сликарства
- 1937. каталог Изложба турских слика
- 1937. каталог Пољска уметност
- 1937. каталог Савремена данска уметност: за последњих педесет година
- 1937 — 1941. часопис Уметнички преглед; објављивано 10 бројева годишње; изашло 36 бројева
- 1938. каталог Изложба италијанског портрета кроз векове
- 1938. каталог Изложба италијанског портрета кроз векове (из приватне збирке Његовог Краљевског Височанства Кнеза Намесника Павла
- 1938. catalogo La mostra del ritratto italiano nei secoli
- 1938. монографија Музеј кнеза Павла: модерна уметност
- 1939. monografija L'Art Yougoslave: dès origines à nos jours
- 1939. monografija Musée du Prince Paul: art moderne
- 1939. каталог Сто година француског сликарства: од Давида до Сезана
- 1939. catalogue La Peinture française a XIXe siècle

## Међународне изложбе
- 1936. Изложба модерног француског сликарства
- 1937. Изложба турске слике и публикације
- 1937. Пољска уметност
- 1937. Румунска изложба
- 1937. Савремена данска уметност: за последњих педесет година
- 1938. Изложба италијанског портрета кроз векове
- 1938. Изложба италијанског портрета кроз векове (из приватне збирке Његовог Краљевског Височанства Кнеза Намесника Павла
- 1939. Сто година француског сликарства: од Давида до Сезана
- 1939. La Peinture française a XIXe siècle
- 1939. Наука и уметност (изложба немачке књиге)

## Слике које су касније продате или нестале

### Ел Греко - Лаокон
Слику Ел Грека „Лаокон” кнез Павле је прибавио посредовањем историчара уметности Кенета Кларка, дугогодишњег директора Музеја Ешмолијен у Оксфорду и Националне галерије у Лондону. Слика је била на позајмици у Националној галерији у Лондону до краја 1935. године, када кнез одлучује да је откупи за своју збирку. Димензије слике су: висина 142,0 cm и ширина 193,0 cm.
Слика „Лаокон” је репродукована 1937. на насловној страни часописа „Уметнички преглед” у издању Народног музеја у Београду (тада: Музеј кнеза Павла). Ту се види да су актови младића од раније били цензурисани досликаном драперијом. Цензура је уклоњена у накнадној конзервацији.
Августа 1937. кнез Павле је понудио ову слику на продају Џозефу Дувину. У пропратном писму рекао му је да се боји за судбину своје деце и да нема права да улаже у уметнине када је он једини члан породице који за то има интересовања.
После турнеје по Европи, „Лаокон” је 1938. остао у Енглеској.
Током ратних година, из избеглиштва у Јоханезбургу, кнез Павле је договорио пренос слике у Националну галерију у Вашингтону на чување. Због финансијске оскудице, он је ово дело продао 1946. америчком пословном човеку и колекционару Семјуелу Кресу за 40.000 долара. Исте године Крес је поклонио „Лаокона” Националној галерији у Вашингтону, где се и данас чува.

### Андреа Мантења - Свети Јеремија у пустињи
Слика Андреа Мантење „Свети Јеремија у пустињи” била је део збирке кнеза Павла. Кнез ју је купио у Лондону 1937. Дело је димензија 48x36 cm, сликано 1449-1450. у техници темпере на дрвету. Од 1952. налази се у збирци Музеја уметности у Сао Паулу.

### Рембрант (или његова школа) -Квинт Фабије Максим
Ово је слика са темом из древне историје римске републике. До Другог светског рата сматрало се не само радом Рембранта, већ и једним од његових најбољих дела. Слика је великих димензија: 179×197 cm. Купио ју је краљ Александар I својим личним средствима за своју приватну колекцију 1933. од познатог трговца уметнинама Џозефа Дувина. То је последњи познати документ о овој слици. Слика никада није излагана до рата, а после ослобођења није затечена у инвентару краљевског двора. То је покренуло мноштво теорија о судбини овог дела.
Краљ Петар II је 13. априла 1941. оставио у манастиру Острог део вредних предмета краљевске породице, укључујући платно слике Квинт Фабије Максим. То стоји у сведочанству оца Леонтија Митровића који је управљао манастиром. Немачке трупе су 26. априла заузеле манастир и конфисковале све вредности, укључујући умотано платно.
Канцеларија краља Петра II је 1945. и 1946. затражила од савезника да истраже проналажење и реституцију овог дела, као и југословенске власти 1948. Савезнички Центар за реституцију уметничких предмета је 4. августа 1958. известио југословенске органе да је тражена слика уништена почетком 1944. у бомбардовању Аугзбурга.
Једини познати траг ове слике је црно-бела фотографија мале резолуције из каталога из 1935. године.

## Извори (главни)
- Архив Народног музеја, Београд
- Архив Југославије, Београд
- 2009. Група аутора, Музеј кнеза Павла, (монографија), Народни музеј, Музеј кнеза Павла. Београд. 2009. ISBN 978-86-7269-106-1.